# セシリオ・ドミンゲス
セシリオ・アンドレス・ドミンゲス・ルイス（Cecilio Andrés Domínguez Ruiz , 1994年8月11日 - ）は、パラグアイ・アスンシオン出身のサッカー選手。MLS・オースティンFC所属。ポジションはFW。

## クラブ経歴
2011年に国内リーグのソル・デ・アメリカでプロデビュー。よく2012年シーズンより頭角を表し、2013年シーズンはリーグ戦25試合5ゴールを決めた。
2015年1月1日、セロ・ポルテーニョと契約。2016年シーズンはリーグ戦32試合で19ゴールを記録。更にコパ・スダメリカーナ2016では6ゴールを決め、大会得点王に輝いた。
2017時1月14日、リーガMXのクラブ・アメリカと契約。
2019年1月24日、CAインデペンディエンテに移籍。同年12月にはメジャーリーグサッカー (MLS)のチームからの関心も報じられた。
2020年8月24日、オースティンFCに移籍した。8月31日にクラブ・グアラニーにシーズン終了までの期限付きで移籍することが発表された。

## パラグアイ代表
2013年にトルコで開催された2013 FIFA U-20ワールドカップに、U-20のパラグアイ代表として出場し、グループリーグ突破。フル代表デビュー戦は、2014年10月10日の韓国戦。2019年にはコパ・アメリカ2019に出場した。

## 人物
- 2019年1月にクラブ・アメリカからCAインデペンディエンテに移籍したドミンゲスだったが、加入後は不調に陥り、ファンからの非難を浴びるようになり、2020年2月22日のヒムナシア・ラ・プラタ戦では、後半15分にベンチに下げられたことに不満をあらわにする形で、ベンチで寝たふりをする場面が映し出された[4]。